# Tesla Roadster (2020)
Tesla Roadster — новий електричний чотиримісний спортивний автомобіль, що розробляє компанія Tesla Inc. Очікується, що його поставки розпочнуться не раніше 2023 року. Ілон Маск заявив, що новий Roadster буде найшвидшим у лінійці авто Tesla і завдяки новому режиму прискорення «Maximum Plaid» досягатиме швидкості від 0 до 100 км/год за 1,9 секунди (наразі найшвидша випущена модель Tesla Model S Plaid розганяється від 0 до 97 км/год (60 миль/год) за 1,99 с).

## Презентація
Перші згадки про новий Roadster датуються 2014-м роком, а офіційне його представлення неочікувано відбулося у листопаді 2017 року на урочистому оприлюдненні Tesla Semi (електричної вантажівки). На тому ж заході ті, хто здійснив попереднє замовлення авто, сплативши $50 тис., мали змогу протестувати його. Тоді ж було анонсовано, що Roadster матиме більше прискорення за будь-які інші авто.
Ілон Маск планує, що його новинка завдасть великих неприємностей бензиновим авто, і, незабаром, кермування останніми сприйматиметься, як їзда на застарілих машинах із паровим двигуном.

## Конструкція

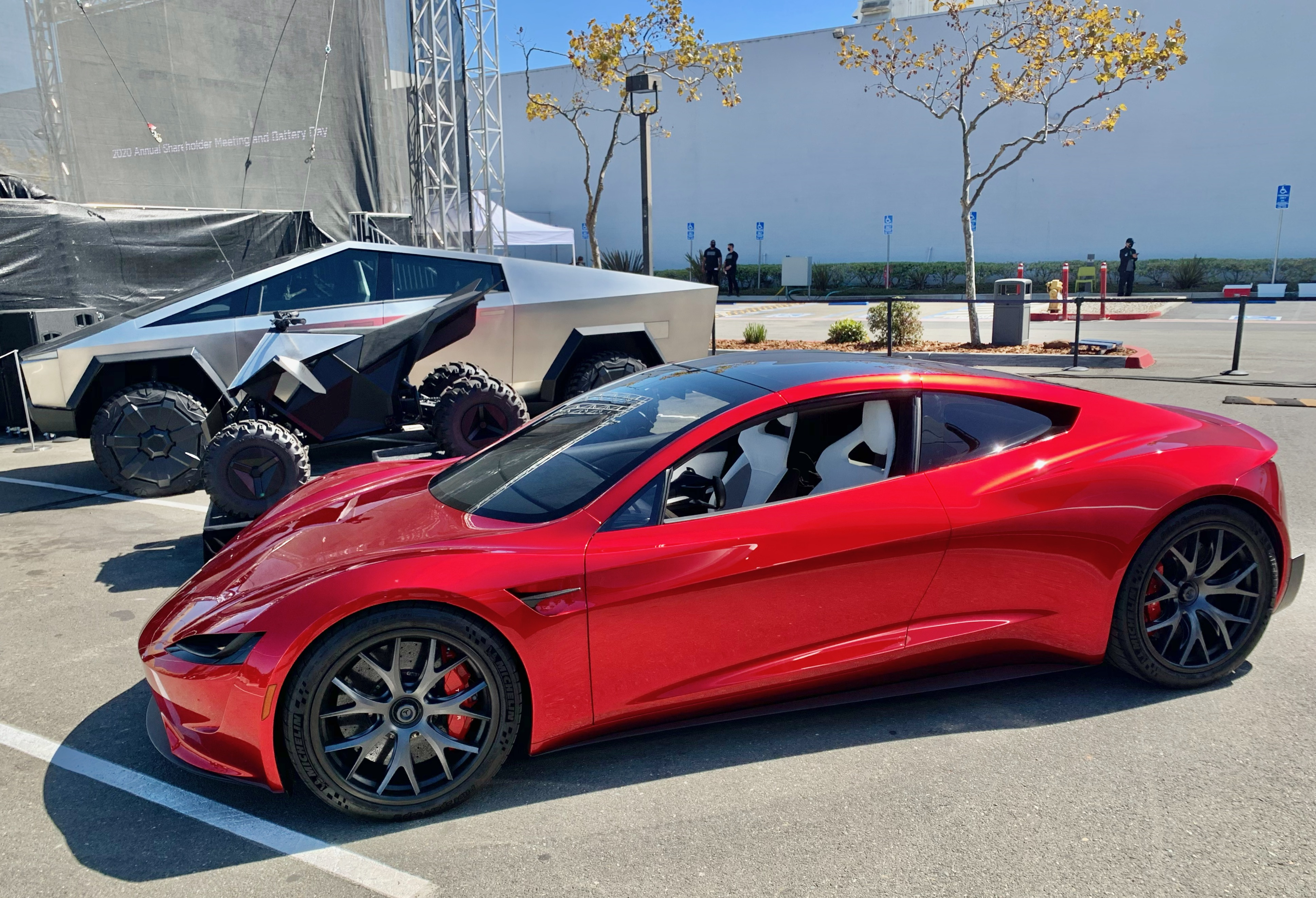

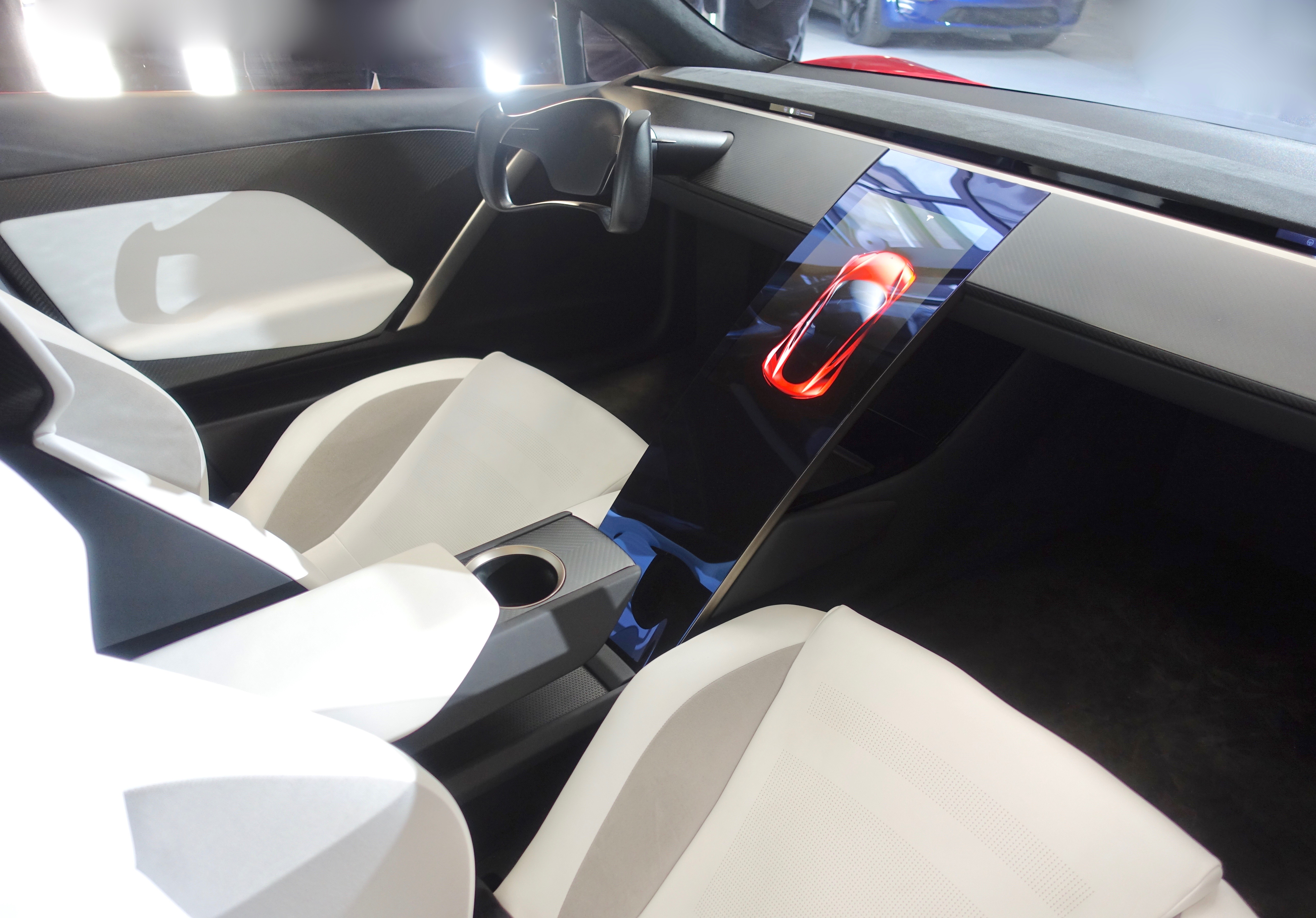

Дизайн для Roadster (2020) розробив Франц фон Гольцгаузен. Це буде родстер, що матиме знімний скляний дах, двоє дверей, два основних передніх сидіння і два менших задніх. Авто оснащене трьома електричними двигунами (один попереду і два позаду) і має повний привод. Вихідний крутний момент — 10'000 Н·м. Електричний акумулятор нового Roadster має енергетичну ємність у 200 кВт·год, що удвічі більше, ніж у Tesla Model S P100. Він буде здатний проїхати 1000 км на одній повній зарядці акумулятора. Задні колеса будуть більшими за передні.
Також буде доступний так званий «пакет опцій від SpaceX»: замість двох задніх сидінь встановлять десять невеликих рушіїв із соплами, що працюватимуть на стисненому повітрі, створюючи тягу. Такі балони для стисненого газу використовуються на ракетах Falcon 9. Рушії дозволять покращити керування авто під час поворотів, прискорення, досягнення максимальної швидкості та гальмування. Робочий тиск — 700 бар.
Заявлене у 2017 році прискорення для Roadster становитиме:
- від 0 до 97 км/год — за 1,9 с;
- від 0 до 113 км/год — за 2 с;
- від 0 до 161 км/год — за 4,2 с.

А 402 м (чверть милі) на ньому можна буде здолати за 8,9 секунди, що швидше, ніж на Porsche 918 і Rimac Concept One, але повільніше ніж Rimac Nevera. Проте ті автомобілі коштують значно дорожче за Tesla Roadster — близько мільйона доларів проти 200—250 000 доларів у Tesla. А за крутним моментом він буде значно потужнішим за конкурентів. У того ж Rimac Concept One лише 1'600 Н·м проти 10'000 Н·м у Tesla. Обігнати автомобіль Tesla зможе хіба що Devel Sixteen.

## Офіційна іграшкова модель авто
У листопаді 2019 року компанія випустила іграшкову модель авто в масштабі 1:18 за $250. Модель була доступна на офіційному сайті тільки для США і Канади. В перший же день всі іграшки було розпродано. Моделька має понад 180 металевих та пластикових деталей, усі двері та багажник відчиняються. Колеса крутяться та повертаються за кермом. Кермо зроблено у вигляді штурвалу, як і справжнього родстера. Модель має довжину 252 мм, ширину 109,5 мм та 70 мм заввишки. Важить автомобіль-копія 0,875 кг.

## Ціна
Попередні замовлення на Roadster (2020) почалися у листопаді 2017 року. Очікувана вартість базової моделі становить $200 тис., але буде випущено 1000 авто з так званої Серії Засновників. Вартість одного із них — $250 тис. Деякі клієнти Tesla, хто бере участь у реферальній рекламній програмі, можуть накопичувати істотні знижки на придбання машини. Ті ж, хто має 50 підтверджених рефералів, отримають знижку у 100 %.